# William Blackstone
Sir William Blackstone [wiljəm 'blækstən] (ur. 10 lipca 1723 r. w Cheapside, zm. 14 lutego 1780 w Londynie) − angielski polityk, prawnik i filozof prawa. Ceniony głównie jako autor dzieła Commentaries on the Laws of England na temat systemu common law.
Prawo studiował w Charterhouse i Pembroke College w Oksfordzie. W 1746 roku rozpoczął karierę adwokacką, jednak ze względu na wadę wymowy porzucił praktykę. Od 1753 roku był profesorem w Instytucie Vinera w Oksfordzie, gdzie jako pierwszy wykładał prawo angielskie obok prawa rzymskiego. Po 1761 dwukrotnie był członkiem parlamentu z okręgu Hindon. Był związany z ugrupowaniem torysów. Niechętnie odnosił się do żądań amerykańskich kolonistów, zakończonych wojną. Od 1770 roku był sędzią. Zasiadał w Sądzie Spraw Pospolitych, z krótką przerwą na czas piastowania stanowiska sędziego w Sądzie Ławy Królewskiej.

## Ważniejsze prace
- Law Tracts, 2 t., Londyn 1762
- Commentaries on the Laws of England, 4 t., Londyn 1765-69